# Lu-Bau
Lu-Bau (sum. lú-dba-ú) – słabo znany władca sumeryjskiego miasta-państwa Lagasz. Znany jest jedynie ze swej pierwszej „nazwy rocznej”: „Rok w którym Lu-Bau (został) władcą” (mu lú-dba-ú énsi). 